# 파리마 파르자미
파리마 파르자미(페르시아어: فریماه فرجامی, 영어: Farimah Farjami, 1950년 5월 8일~2023년 6월 30일)는 이란의 배우이다. 1991년 파즈르 국제 영화제 크리스털 시무르그 여우주연상 수상자이다.